# Phoronis ijimai
Phoronis ijimai är en djurart som beskrevs av Oka 1897. Phoronis ijimai ingår i släktet Phoronis, fylumet hästskomaskar och riket djur. Inga underarter finns listade i Catalogue of Life.